# Айвазян, Эдман
Эдман Айвазян (арм. Էդման Այվազյան; 20 августа 1932, Тегеран — 25 марта 2020, Лондон) — иранский и английский художник армянского происхождения.

## Биография
Эдман Айвазян родился 20 августа 1932 года в Тегеране в армянской семье. Тяга к рисованию проявилась у него в 13 лет. В Исфахане изучал персидскую культуру. В 16 лет Айвазян завоевал медаль «Молодые люди» на Международном художественном конкурсе, а в 1957 году, в возрасте 25 лет он получил первую премию, присуждаемую современными иранскими художниками и министерством культуры Ирана. После этого с целью продолжения образования он отправился в Рим, где в 
местной академии художеств проучился с 1964 по 1966 год. После Италии на постоянное место жительства переехал в Лондон. В 1984 году был выпущен в свет фотоальбом под названием «Армянская деревня», в котором были размещены его основные работы. В частности цикл картин, посвящённый армянской тематике. Одной из самых известных работ художника является 250-метровый каллиграфический фриз, созданный им в 1985 году и расположенный в эр-риядском международном аэропорту «Король Халид». Кроме этого Эдман Айвазян является автором внутренних интерьеров ряда армянских церквей в Европе и армянского собора Святого Саргиса в Тегеране. В своих работах Эдман Айвазян коснулся эпоса «Давид Сасунский», проиллюстрировал произведения Ованеса Туманяна, создал множество портретов и морских пейзажей. Работы Айвазян находятся в различных церквях и музеях.
В 2015 году министерством диаспоры Армении был награждён медалью «Аршил Горки»
Cкончался в Лондоне от коронавирусной инфекции COVID-19 25 марта 2020 года.

## Выставки
С 1950 по 1990 экспонировался во многих индивидуальных и групповых выставках в Иране, Армении, Великобритании и США.
- Групповая выставка персидско-армянских художников «Союза культуры», 1949
- Групповая выставка «Весна» Клуб, Тегеран, 1950
- Ежегодная выставка Всесоюзного общества культурных связей, Тегеран, 1950—1951
- Групповая выставка «Иран-США», Тегеран, 1952
- Групповая выставка современных художников, Тегеран, 1954, 1955
- Выставка «Иран-США», Тегеран, 1956
- Персональная выставка графических работ, Гилдхолл, Лондон, 1967
- Персональная выставка, Гулбенкян Холл, Лондон, 1982
- Персональная выставка, зал Горького, Нью-Йорк, 1983
- Союз художников Армении, Ереван, 1987
- Выставка в Арарат Клубе, Тегеран
- Групповая выставка-фестиваль, посвященная Комитасу, Канада, 2009
- «Цвета Родины», Ереван, Национальная галерея Армении, 2015
- «Встреча с моим другом Саргисом Мурадяном», Галерея Саргиса Мурадяна, 2016